# Томас Барроуз
Томас Барроуз (англ. Thomas Burrowes; 1796, Вустер, Англія — 1866, Кінгстон-Міллс, Канада) — капітан інженерного корпуса англійської армії, служив у Канаді під час споруди канала Рідо в провінції Онтаріо, навколо якого склалося селище Байтаун, пізніше перетворився у місто Оттава. Барроуз цікавий тим, що своїми акварельними рисунками задокументував спорудження каналу, ландшафти Канади та ранню історію Оттави.

## Біографія
У віці 17-ти років записався до корпусу королівських саперів та мінерів, у 1815 році був направлений у Форт-Генрі у місті Кінгстон, що у Верхній Канаді. У 1826 році був долученим до складу групи спеціалістів у Монреалі, займаючись будівництвом військового каналу, з'єднуючи озеро Онтаріо з річкою Оттава. Барроуз був напрямлений у Байтаун (селище, пізніше стало містом Оттава), там служив помічником інспектора робіт з спорудженню канала Рідо. Він був одним із перших, хто отримав землю та дім на дорозі уздовж Казарменого пагорба — зараз Велінгтон-стріт, що йде уздовж Парламентського пагорбу, центра політичного життя країни.
У 1829 році Барроуз отримав посаду в Кінгстон-Міллс вгору по течії від Кінгстона, де служив клерком на роботах зі спорудженню ділянки канала Рідо на річці Катаракви аж до своєї відставки в 1846 році.
У відставці Барроуз займався фермерством, а також був поштмейстером та світовим суддею в Кінгстон-Міллс. Помер у 1866 році. Його дім, Меплхірст, зберігся до сьогодні.

## Твори
Під час служби військовим інженером Барроуз створив багато акварелей, у яких він документував історію створення каналу та ландшафту Верхньої Канади. Його акварельні малюнки були виявлені в 1907 році на горищі дома одної із його дочок, яка жила в Детройті, і були подаровані в 1948 році Архіву Онтаріо його онуком.